# Saul Landau
Saul Landau (Bronx, Nueva York, 15 de enero de 1936–Alameda, California, 9 de septiembre de 2013) fue un escritor, periodista, realizador de documentales y profesor estadounidense cuyo trabajo se centró en gran medida en América Latina. Era profesor de la Universidad Americana, trabajó también como director del departamento de Conocimientos Interdisciplinarios Aplicados del Instituto Politécnico de California (Cal Poly Pomona) y como comentarista de Pacifica Radio.

## Biografía
Licenciado por la Universidad de Wisconsin-Madison, Landau es conocido internacionalmente por sus documentales y escritos sobre políticas estadounidenses y cuestiones culturales. Sus realizaciones le han valido cinco galardones, entre los que se contaría un Emmy, por la película Paul Jacobs and the Nuclear Gang (1980); el premio Edgar Allan Poe por Assassination on Embassy Row (con John Dinges; Pantheon, 1980), sobre el asesinato en Washington D. C. del exministro de Salvador Allende y entonces director del Transnational Institute, Orlando Letelier; y el Premio de Derechos Humanos Letelier-Moffitt por su trayectoria vital en la defensa de los derechos humanos.
Además de su trayectoria cinematográfica, Landau cultivó durante décadas un perfil académico colaborando durante más de veinte años como investigador con el Institute for Policy Studies (IPS) de Washington D. C. También era investigador senior y exdirector del Transnational Institute de Ámsterdam.
Falleció en su casa de Alameda (California) el 9 de septiembre de 2013, a los 77 años, a consecuencia de un cáncer de vejiga.